# 大口鯰
大口鲇（学名：Silurus meridionalis）为鲇科鲇属的鱼类，俗名叉口鲇、河鲇，是中国的特有物种，為亞熱帶淡水魚，分布于珠江、闽江、湘江、长江等水系，體長可達100公分，棲息在河川底層水域，生活習性不明。该物种的模式产地在长江。

## 扩展阅读
維基物種上的相關：大口鲇